# Anacalliaopsis
Anacalliaopsis is een geslacht van kreeftachtigen uit de klasse van de Malacostraca (hogere kreeftachtigen).

## Soorten
- Anacalliax agassizi (Biffar, 1971)